# Lorinseria
Lorinseria,  monotipski rod papratnica iz porodice  Blechnaceae. Jedina vrsta je L. areolata iz Sjedinjenih Država i Kanade (Nova Škotska).
Raste po vlažnim, sjenovita mjesta. Širi se plitkim, tankim, smeđim rizomima.

## Sinonimi
- Acrostichum areolatum L.
- Blechnum angustifolium (Sm.) Poir.
- Woodwardia areolata (L.) T.Moore
- Lorinseria areolata (L.) Underw.in Britton
- Lorinseria areolata f. obtusilobata (Waters) M.Broun
- Lorinseria areolata f. onocleoides J.E.Benedict
- Onoclea nodulosa Michx.
- Osmunda caroliniana Walt.
- Pteretis nodulosa (Michx.) Nieuwl.
- Struthiopteris nodulosa (Michx.) Desv.
- Woodwardia angustifolia f. obtusilobata Waters
- Woodwardia angustifolia Sm.
- Woodwardia floridana Schkuhr
- Woodwardia onocleoides Willd.